# Animomyia magna
Animomyia magna là một loài bướm đêm trong họ Geometridae.